# Episode am Genfer See
Episode am Genfer See ist eine Novelle von Stefan Zweig aus dem Jahr 1919. Der Erste Weltkrieg wird thematisiert. Sehnsucht nach der Heimat treibt einen Fahnenflüchtigen heimwärts.

## Handlung
Die Geschichte spielt im Sommer 1918, den letzten Monaten des Ersten Weltkriegs, am Genfer See.
In der Nähe von Villeneuve wird ein russischer Soldat völlig erschöpft aus dem See gezogen. Er hatte erst in Russland und dann in einer russischen Division an der Front in Frankreich gegen die Deutschen gekämpft. Zu Beginn der Kämpfe hatte ihn eine Kugel ins Bein getroffen. Genesend war er seinem Pfleger entwischt. Der Marsch zur Frau und zu den drei Kindern in die Nähe des Baikal war in der Westschweiz zunächst nach kräftezehrendem Schwimmen ums Leben unterbrochen worden. Vor dem herbeigeeilten Polizeioffizier aus Montreux bezeichnet sich der Flüchtling Boris als Leibeigener des Fürsten Metschersky. Der Weibel von Villeneuve und der Polizist erörtern nun, ob Boris als Deserteur oder als dokumentenloser Ausländer zu behandeln ist. Einige Einwohner aus Villeneuve mischen sich ein, sie wollen den Russen nicht durchfüttern.
Der Manager eines großen Gasthofes hilft. Des Russischen mächtig, gewinnt er das Vertrauen des Soldaten und bringt ihn unter. Boris jedoch vermag sich in der Fremde nicht anzupassen und wendet sich am selben Abend flehentlich an den gütigen Manager: „Ihr wollt verzeihen, ich wollte nur wissen... ob ich nach Hause darf.“ Der Angesprochene bedauert. Da der Zar abgesetzt und kein Ende des Krieges abzusehen sei, führe der Weg durch Feindesland. Trotz zunehmender Verzweiflung wird dem Fragenden jede Aussicht auf die Rückkehr zu Frau und Kindern versagt. Boris bedankt sich bei seinem neuen Herrn für die Auskunft und ertränkt sich im See.

## Publikationsgeschichte
Die Novelle ist erstmals im Juli 1919 unter dem Titel „Episode vom Genfer See“ in der Zeitschrift „Moderne Welt“ (Wien) erschienen. Schon zu Lebzeiten des Autors ist sie mehrfach publiziert worden. 
1921 wurde sie unter dem Titel „Der Flüchtling: Episode vom Genfer See“ im Insel-Almanach auf das Jahr 1922 abgedruckt und in der Folge in einigen weiteren literarischen Zeitschriften. 1925 wurde sie als „Episode vom Genfer See“ in dem von Hanns Martin Elster in den von der Deutschen Buch-Gemeinschaft herausgegebenen Band „Die deutsche Novelle“ aufgenommen. 1927 erschien „Der Flüchtling. Episode vom Genfer See“ im Rahmen einer Veröffentlichung der Internationalen Buchkunst-Ausstellung in Leipzig und 1936 unter dem Titel „Episode am Genfer See“ in dem Sammelband „Kaleidoskop“ im Verlag Herbert Reichner in einer überarbeiteten Fassung. Diese Fassung liegt dem 1984 erfolgten Abdruck in den von Knut Beck herausgegebenen „Gesammelten Werken in Einzelbänden“ zugrunde.

### Ausgaben (Auswahl)
- Stefan Zweig: Episode am Genfer See. In: Novellen. Bd. 1, S. 121–131. 3. Aufl. Aufbau-Verlag, Berlin 1986.

### Sekundärliteratur
- Arnold Bauer: Stefan Zweig. Morgenbuch Verlag Volker Spiess, Berlin 1996. (Köpfe des 20. Jahrhunderts. 21.) ISBN 3-371-00401-5
- Gabriella Rovagnati: „Umwege auf dem Wege zu mir selbst“. Zu Leben und Werk Stefan Zweigs. Bouvier, Bonn 1998 (Abhandlungen zu Kunst-, Musik- und Literaturwissenschaft. 400.) ISBN 3-416-02780-9